# Rainier I. od Monaka
Rainier I. Grimaldi (?, 1267. – ?, 1314.), gospodar Cagnesa i prvi gospodar Monaka te utemeljitelj monegaške dinastije Grimaldi. Bio je najstariji od trojice sinova Lanfranca Grimaldija i Aurelije del Carreto. Poslije očeve smrti, njegova majka preudala se za njegova rođaka Françoisa Grimaldija, koji je Rainieru postao očuh.
U noći 8. siječnja 1297. godine, François i Rainier su zauzeli na prepad utvrdu na monegaškoj stijeni, kojom su upravljali gibelini iz Genove. Rainier je upravljao Monakom do 10. travnja 1301. godine, kada ju je morao prepustiti đenoveškim gibelinima. Tom prilikom je obitelj Grimaldi prvi put izgubila vlast nad Monakom, što se dogodilo još nekoliko puta u povijesti.
Franuscki kralj Filip IV. Lijepi (1285. – 1314.) imenovao je 1304. godine Rainiera admiralom Francuske, nakon što se iskazao u bitci kod Zierikzeea.
Godine 1309. izgradio je utvrdu, danas poznatu kao Chateau Grimaldi u gradiću Cagnes-sur-Mer, nakon čega je dobio naslov gospodara Cagnesa.
Ženio se dvaput; prvi put Salvaticom del Carretto, kćerkom markgrofa Finalea iz Ligurije, s kojom je imao četvero djece:
- Karlo I. od Monaka
- Vinciguerra od Monaka
- Salvaggia od Monaka
- Luca od Villefranche;

Drugi je brak imao s Andriolom Grillo, s kojom nije imao djece.

## Vanjske poveznice
- Rainier I., prvi gospodar Monaka – hellomonaco.com (engl.)